# Burg Neuhausen (Vastseliina)
Die Ruinen der Burg Neuhausen (estnisch Vastseliina piiskopilinnus) befinden sich in Estland nahe dem Dorf Vana-Vastseliina im Bezirk Võru etwa fünf Kilometer von der Stadt Vastseliina (deutschbaltisch ebenfalls Neuhausen) entfernt. Nach der historischen Verwaltungsgliederung im Gouvernement Livland gehörte die Höhenburg zum Kirchspiel Rauge im Kreis Werro. Sie wurde vom Livländischen Orden erbaut und war Burg des Bischofs von Dorpat.

## Geschichte

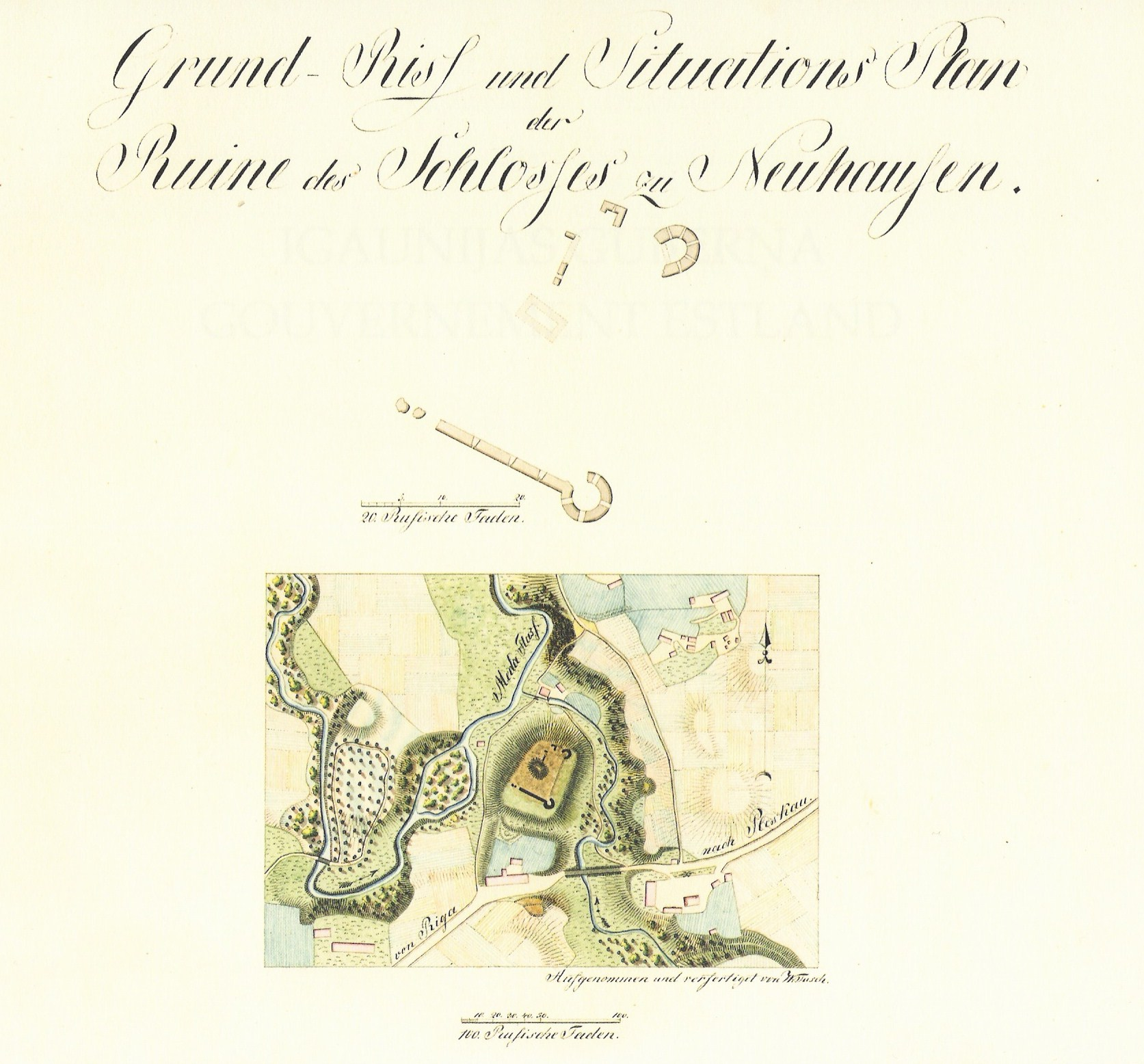
Plan der Umgebung der Burg aus dem 19. Jahrhundert von Wilhelm Tusch

Erste Befestigungen am heutigen Ort der Burg unter dem Dorpater Bischof Friedrich von Haseldorf sollen auf 1273 zurückgehen. Nach weiteren Überlieferungen wurde eine verstärkte Burg mit dem Namen Frouwenborch unter Landmeister Burchard von Dreileben im Jahr 1342 zur Sicherung der Grenze von Alt-Livland gegen die Republik Nowgorod und das Fürstentum Pleskau erbaut. Die Lage auf einer Anhöhe zwischen zwei Flüssen erinnert an die Frühburgen des Ordens. Nachdem sich im September 1353 ein Wunder ereignet haben soll, von dem der Rigaer Bischof Fromhold von Vifhusen an Papst Innozenz VI. berichtete, wurde die Burg Neuhausen ein beliebter Wallfahrtsort.
Im Livländischen Krieg wurde 1558 die Burg Neuhausen von russischen Truppen erobert, nachdem die Besatzung sechs Wochen lang widerstanden hatte. Im Jahr 1582 eroberten polnische Truppen die Burg. Im Großen Nordischen Krieg wurde die Anlage zerstört und verfiel danach zur Ruine.

## Architektur
Die Burg in ihrer ursprünglichen Gestalt war ein turmartiger Bau, von drei Seiten durch Wasser geschützt. Unter dem Turm befand sich ein gewölbter Keller und darüber die auch urkundlich erwähnte Burgkapelle. Mit einer ungefähren Größe von 40 × 70 m bedeckte die Anlage den größten Teil des Hügels und galt als stärkste Burg des Landes. Im Verlauf des 15. Jahrhunderts wurden umfangreichen Umbauten daran vorgenommen und mächtige Türme gegen Artilleriebeschuss hinzugefügt.